# Chloroclystis metallicata
Chloroclystis metallicata là một loài bướm đêm trong họ Geometridae.